# 1994 GD9
1994 GD9 är en asteroid i huvudbältet som upptäcktes den 14 april 1994 av den amerikanska astronomen Eleanor F. Helin vid Palomarobservatoriet.
Asteroiden har en diameter på ungefär 3 kilometer.